# Stadionbuurt (Amsterdam)
Le Stadionbuurt (« Quartier du stade » en néerlandais) est un quartier d'Amsterdam qui fait partie de l'arrondissement (stadsdeel) d'Amsterdam Zuid, au sud de la ville. Bien que le stade olympique d'Amsterdam y soit situé, le Stadionbuurt tire son nom du stade national imaginé par l'architecte Harry Elte, et qui avait été construit en 1914. Ce dernier fut détruit en 1929 à la suite des Jeux olympiques d'été de 1928 pour laisser place à des immeubles d'habitation.
Le quartier faisait en outre partie du Plan Zuid dessiné par Hendrik Petrus Berlage au début du XXe siècle et qui devait diviser la partie sud de la ville entre un arrondissement destiné aux familles aisées (Apollobuurt et Stadionbuurt) et un quartier réservé aux classes moyennes (Rivierenbuurt).